# سيباستيان روديت
سيباستيان روديت (بالفرنسية: Sébastien Roudet)‏ (مواليد 16 يونيو 1981 في مونتلوكون - فرنسا) لاعب كرة قدم فرنسي يلعب حاليا لصالح نادي الدرجة الأولى لنس الفرنسي منذ 2008 في مركز الوسط المحوري .

## روابط خارجية
- سيباستيان روديت على موقع رابطة كرة القدم الفرنسية للمحترفين (الإنجليزية)
- سيباستيان روديت على موقع قاعدة بيانات كرة القدم.إي يو (الإنجليزية)
- سيباستيان روديت على موقع ليكيب (الفرنسية)
- سيباستيان روديت على موقع Soccerway.com (الإنجليزية)
- سيباستيان روديت على موقع AS.com (الإسبانية)